# Zevenmanspolder
De Zevenmanspolder was een waterschap in de gemeenten Vlaardingen en Vlaardingerambacht, in de Nederlandse provincie Zuid-Holland. Het waterschap is rond 1700 opgericht. In 1860 is het opgegaan in de Vettenoordse polders. De Zevenmanshaven in Vlaardingen is naar deze polder vernoemd.
Het waterschap was verantwoordelijk voor de drooglegging en de waterhuishouding in de polder.